# (29918) 1999 JV20
A (29918) 1999 JV20 a Naprendszer kisbolygóövében található aszteroida. A LINEAR projekt keretében fedezték fel 1999. május 10-én.